# 萬歳章
萬歳 章（ばんざい あきら、1945年8月13日 - ）は、五泉市名誉市民。新潟県農業協同組合中央会（以下「JA新潟中央会」）名誉会長。全国農業協同組合中央会（JA全中）会長等を歴任。

## 人物
新潟県五泉市生まれ。新潟県立加茂農林高等学校を経て、1968年東京農業大学農学部卒業。1998年3月-2006年12月、JA五泉よつば代表理事組合長・会長。2003年6月-2008年6月、JA新潟中央会・連合会・県本部副会長。2007年1月よりJA新潟みらい代表理事会長。2008年6月よりJA新潟中央会・連合会・県本部会長。2011年8月よりJA全中会長。2015年8月にJA全中会長を退任し、同年11月からJA新潟中央会名誉会長となる。2020年、旭日重光章受章。

### 動画
- 万歳章 全国農業協同組合中央会（JA全中）会長 2014.8.27 - YouTube